# Tetropini
Tetropini – plemię chrząszczy z rodziny kózkowatych i z podrodziny zgrzypikowych. 

## Zasięg występowania
Przedstawiciele tego plemienia występują w Europie, Rosji, na Kaukazie, w Azji Mniejszej, Azji Środkowej oraz w Chinach. Jeden gatunek (naśliwiec lilipucik) introdukowano we wsch. części   Ameryki Północnej.
W Polsce stwierdzono 2 gatunki.

## Systematyka
Do Tetropini należy 12 gatunków i 3 rodzaje:
- Lenotetrops
- Paratetrops
- Tetrops